# (9044) Kaoru
(9044) Kaoru (1991 KA) – planetoida z pasa głównego asteroid okrążająca Słońce w ciągu 3,35 lat w średniej odległości 2,24 au. Odkryta 18 maja 1991 roku.